# Lucas Nascimento
Lucas Nascimento detto Mullet (...) è un giocatore di football americano brasiliano, che gioca come runningback per i Coritiba Crocodiles.